# Odontorhabditis musicola
Odontorhabditis musicola är en rundmaskart. Odontorhabditis musicola ingår i släktet Odontorhabditis och familjen Odontorhabditidae. Inga underarter finns listade i Catalogue of Life.